# Verdi Classics
Verdi Classics fue un canal de televisión en abierto que emite para Cataluña. Estaba operado por Emissions Digitals de Catalunya, propiedad de OC 2022. Emite una programación de carácter cinematográfico.
Estaba asociada con el grupo Squirrel Media: Formaba parte del grupo Squirrel Media junto con la productora y distribuidora Vértice 360 y los canales de televisión BOM Cine (idioma español), Verdi Classics (asociada idioma catalán) y la emisora BOM Radio.
El fin de sus emisiones se fijó para día 15 de octubre de 2023, pero el cierre definitivo no se llevó a cabo hasta el día siguiente a medianoche. 

## Historia
El canal empezó sus emisiones el 23 de noviembre de 2021, en reemplazo de BOM Cine, tras el acuerdo entre Emissions Digitals de Catalunya (EDICA) y los Cinemes Verdi.

## Programación
El objetivo del canal es emitir todas aquellas películas que son un clásico y algunas de ellas se emiten en lengua catalana.
Sense Control: de lunes a jueves de 12 a 14h. Presentado por Elena Batista y Nacho Encinas. Formato entretenimiento, gastronomía, cultura, cine. Durante el programa, que tiene la participación de la audiencia a través de sus sorteos, se ofrece el avance de la programación del día.
Durante el resto del día se ofrece una selección de películas de A Contracorriente Films.

## Disponibilidad
- Emisión TDT:
  - Cataluña
  - Franja de Aragón
  - Andorra
- Emisión en Movistar+
  - Cataluña
  - Comunidad Valenciana
  - Islas Baleares
  - Franja de Aragón
  - Andorra (Andorra Telecom)
- Emisión en Vodafone TV y Orange TV
  - Solamente emite en Cataluña
- Internet:
  - En la Actualidad, emite por Internet en el Servicio OTT Tivify (Disponible para toda España)

Parece ser que están a punto de llegar a un acuerdo para que todas las frecuencias de TDT pertenecientes (no asociadas), donde se emitía 8tv y Verdi Classics (Estaba operado por Emissions Digitals de Catalunya, propiedad de OC 2022, desde su creación y hasta mayo de 2015 perteneció a Grupo Godó), pasen a emitir en breve Canal 4 (Cataluña).